# خوان بوش
خوان بوش (بالإسبانية: Juan Emilio Bosch Gaviño)‏ (و. 1909 – 2001 م) هو سياسي، ومؤرخ، وكاتب من جمهورية الدومينيكان .

## روابط خارجية
- خوان بوش على موقع الموسوعة البريطانية (الإنجليزية)
- خوان بوش على موقع مونزينجر (الألمانية)